# Vito Sante Miolli
Vito Sante Miolli (Valenzano, 8 settembre 1928 – Valenzano, 14 maggio 2012) è stato un calciatore italiano, di ruolo difensore.

## Carriera
Miolli era una riserva del Grande Torino. Influenzato, non venne convocato per l'amichevole in Portogallo che si sarebbe conclusa con la Tragedia di Superga.
Nella stagione 1949-1950 venne mandato in prestito al Bolzano.
Durante l'estate successiva fu ceduto al Cagliari, con cui giocherà sette stagioni tra Serie B (dove totalizza complessivamente 75 presenze) e Serie C. Conquisterà dunque una promozione in serie cadetta, pur perdendo in seguito lo spareggio per la promozione in Serie A del 1953-1954 contro la Pro Patria Passò successivamente al Venezia.
Continuerà a giocare a livello locale, quindi insegnerà ginnastica nella Provincia di Bari, fino ad ammalarsi negli anni 2000 della malattia di Alzheimer.
È scomparso nel 2012 all'età di 83 anni.

## Palmarès

### Club

#### Competizioni nazionali
- Serie C: 1

Cagliari: 1951-1952